# Torneo di Wimbledon 1983
Il Torneo di Wimbledon 1983 è stata la 97ª edizione del Torneo di Wimbledon e seconda prova stagionale dello Slam per il 1983. Si è giocato sui campi in erba dell'All England Lawn Tennis and Croquet Club di Wimbledon a Londra, in Gran Bretagna, dal 20 giugno al 3 luglio 1983.

## Risultati

### Singolare maschile
John McEnroe ha battuto in finale  Chris Lewis con il punteggio di 6–2, 6–2, 6–2.

### Singolare femminile
Martina Navrátilová ha battuto in finale  Andrea Jaeger con il punteggio di 6–0, 6–3.

### Doppio maschile
Peter Fleming /  John McEnroe hanno battuto in finale  Tim Gullikson /  Tom Gullikson con il punteggio di 6–4, 6–3, 6–4.

### Doppio femminile
Martina Navrátilová /  Pam Shriver hanno battuto in finale  Rosie Casals /  Wendy Turnbull con il punteggio di 6–2, 6–2.

### Doppio misto
Wendy Turnbull /  John Lloyd hanno battuto in finale  Billie Jean King /  Steve Denton con il punteggio di 6(5)–7, 7–6(5), 7–5.

## Junior

### Singolare ragazzi
Stefan Edberg ha battuto in finale  John Frawley con il punteggio di 6–3, 7–6(5).

### Singolare ragazze
Pascale Paradis ha battuto in finale  Patricia Hy-Boulais con il punteggio di 6–2, 6–1.

### Doppio ragazzi
Mark Kratzmann /  Simon Youl hanno battuto in finale  Mihnea-Ion Nastase /  Olli Rahnasto con il punteggio di 6–4, 6–4.

### Doppio ragazze
Patty Fendick /  Patricia Hy-Boulais hanno battuto in finale  Carin Anderholm /  Helena Olsson con il punteggio di 6–1, 7–5.